# Bylica cytwarowa
Bylica cytwarowa, bylica glistnik, cytwar (Artemisia cina) – gatunek roślin z rodziny astrowatych (złożonych). Pochodzi z półpustynnych stepów azjatyckich obszarów Azji Środkowej (Turkiestan), Kazachstan oraz z Chin. W Europie znany od czasów starożytnych, sprowadzony przez Rzymian.

## Morfologia
PokrójWieloletnia krzewinka szaro owłosiona o grubych kłączach. Z tych kłączy wyrastają silnie ugałęzione, wzniesione pędy.
LiścieW kolorze szarozielonym, drobne, podwójnie pierzastosieczne.
KwiatyKoszyczki kwiatowe drobne, na krótkich bocznych odgałęzieniach zebrane w groniasty kwiatostan. W każdym koszyczku 3-6 rurkowatych kwiatów.
OwocNiełupka.

## Zastosowanie
Roślina lecznicza. Nierozwinięte jeszcze koszyczki kwiatowe zawierają substancję z grupy terpenów zwaną santoniną, stosowaną przeciwko robakom, szczególnie glistom.